# 立石勝
立石 勝 （たていし まさる、 1964年 - ）は、日本のVFXスーパーバイザー。京都府出身。金魚事務所代表取締役。

## 経歴
1983年、京都のシネマドオルフェで8mmの自主制作映画を作り始め、京大西部講堂を拠点に上映活動。
1988年、CMプロダクション・キャラバン入社。
1992年、NHKエンタープライズのCGルームにて、CGデザイナー、CGディレクター、CGプロデューサーを務める。
1997年、バンダイビジュアルの映画プロジェクト『G.R.M. THE RECORD OF GARM WAR（ガルム戦記）』にデジタル助監督として参加する。
1999年、イマジカリンクスにてVFXスーパーバイザーとして活動。
2006年、金魚事務所を設立し、映画のVFXを中心に活動している。 

## 映画
- 『容疑者 室井慎次』（2005年）- VFXスーパーバイザー
- 『Life 天国で君に逢えたら』（2007年）- VFXスーパーバイザー
- 『感染列島』（2009年）- VFXスーパーバイザー
- 『キャタピラー』（2010年）- VFXスーパーバイザー
- 『BOX 袴田事件 命とは』（2010年）- VFXスーパーバイザー
- 『アントキノイノチ』（2011年）- VFXスーパーバイザー
- 『Another』（2012年）- VFXスーパーバイザー
- 『あなたへ』（2012年）- VFXスーパーバイザー
- 『マリアの乳房』（2014年）- VFXスーパーバイザー
- 『赤い玉、』（2015年）- VFXスーパーバイザー
- 『夜明けを信じて。』（2020年） - VFXスーパーバイザー
- 『マッチング』（2024年） - VFXスーパーバイザー
- 『52ヘルツのクジラたち』（2024年）- VFXスーパーバイザー